# 模擬市民4：貓狗總動員
《模擬市民4：貓狗總動員》是《模拟人生4》的扩展包，于2017年11月10日发布。 2018年7月31日，《模擬市民4：貓狗總動員》于Xbox One和PS4发布。 其中包含Brindleton Bay的新世界，并将猫和狗添加到游戏中。玩家可提升兽医技能实践并从事兽医事业。   該資料片的元素類似於《The Sims Unleashed》、《模擬市民2：寵物當家》和《模擬市民3：玩美寵物》的主題所組合。

## 发展
2017年，艺电在Gamescom上宣布《模擬市民4：貓狗總動員》 

### 善事
这是公司历史上第一次与防止虐待动物协会合作，共同迎接酝酿者的挑战。艺电和Maxis都担保向防止虐待动物协会捐赠20,000美元，以防止进一步的虐待和虐待。 挑战持续到2017年11月13日至12月10日。 

## 游戏
新的"创造宠物"的工具。
- 新技能：兽医[6]
- 新的愿望：动物之友[7]
- 新世界：Brindleton Bay [2] [8]
- 新生活状态：猫，狗[2]
- 新游戏选项和互动：创造宠物[9]
- 新职业：兽医[2] [10]
- 新特征： 
  - 对于猫：深情，超然，聪明，好奇，自由精神，友好，活泼，贪吃，懒惰，恶作剧，好玩，徘徊者，怯懦，健谈，领土。
  - 对于狗：声乐，活跃，独立，冒险，沙发马铃薯，友好，暴食，毛茸茸，猎人，独立，跳跃，忠诚，好玩，侦探，聪明，顽固，麻烦制造者。 [11]
  - 对于模拟人物：猫情人，狗情人，动物吸引力（奖金特质）。 [7]

## 评价
在遊戲評論網站Metacritic，《模擬市民4：貓狗總動員》根據9條評論得到80分，評論表示「一般有利」。 
根据4条评论，《模擬市民4：貓狗總動員》从GameRankings网站得到82.5％的分数。Hardcore Gamer的Spencer Rutledge称《模擬市民4：貓狗總動員》为游戏提供了一个非常棒且非常需要的扩展。Twinfinite的Yamilia Avendano赞扬了这个新世界「Brindleton Bay」，但他说兽医诊所“可以变得过于简单和沉闷”。  